# DOOM (家主のアルバム)
『DOOM』（ドゥーム）は、家主の2枚目のアルバム。2021年12月8日にNEW FOLKより発売。

## 収録曲
1. 近づく
先行シングル曲[2]。
2. NFP
3. にちおわ
4. 夏の道路端
5. 路地
6. たんぽぽ
7. めざめ
8. 飛行塔入口
9. それだけ
10. 老年の幻想
11. The Flutter
田中ヤコブのソロ楽曲の再録[3][4]。